# Monte Pergola
Il Monte Pergola è una montagna alta 853 metri situata a Solofra nella provincia di Avellino.